# Nanteuil-Auriac-de-Bourzac
Nanteuil-Auriac-de-Bourzac is een gemeente in het Franse departement Dordogne (regio Nouvelle-Aquitaine) en telt 252 inwoners (1999). De plaats maakt deel uit van het arrondissement Périgueux.

## Geografie
De oppervlakte van Nanteuil-Auriac-de-Bourzac bedraagt 21,2 km², de bevolkingsdichtheid is 11,9 inwoners per km².
De onderstaande kaart toont de ligging van Nanteuil-Auriac-de-Bourzac met de belangrijkste infrastructuur en aangrenzende gemeenten.

## Demografie
Onderstaande figuur toont het verloop van het inwonertal (bron: INSEE-tellingen).

1. ↑  Populations de référence 2022.